# Geneva, Iowa
Geneva là một thành phố thuộc quận Franklin, tiểu bang Iowa, Hoa Kỳ. Năm 2010, dân số của thành phố này là 165 người.

## Dân số
Dân số qua các năm:
- Năm 2000: 171 người.
- Năm 2010: 165 người.